# Dominique Bertinotti
Dominique Bertinotti (París, 10 de enero de 1954) es una política e historiadora francesa. 
Cursó sus estudios en la Universidad de París. Miembro del Partido Socialista de Francia. Fue Ministra de la Familia desde 2012 al 2014.
En 2013 fue diagnosticada con cáncer.